# (2086) Newell
(2086) Newell es un asteroide perteneciente al cinturón de asteroides, descubierto el 20 de enero de 1966 por el equipo del Universidad de Indiana desde el Observatorio Goethe Link, Brooklyn (Indiana, Estados Unidos).

## Designación y nombre
Designado provisionalmente como 1966 BC. Fue nombrado en homenaje al matemático estadounidense  Homer E. Newell , Jr..